# Toby Alderweireld
Tobias Albertine Maurits "Toby" Alderweireld (2 de març de 1989) és un futbolista belga que juga amb el Royal Antwerp FC i a l'equip nacional de Bèlgica. Principalment fa de defensa central, però també pot jugar com a lateral dret.
Va debutar com a professional a l'Ajax d'Amsterdam amb el qual va guanyar tres lligues consecutives de 2011 a 2013, una Copa el 2010 i una Supercopa en 2013. Després de guanyar aquest últim títol va ser fitxat per l'Atlètic de Madrid amb qui va guanyar la Lliga i la Supercopa d'Espanya el 2014.
Ha estat internacional amb la selecció belga, amb la qual ha disputat els mundials de 2014, 2018 i 2022.